# Тернопільська агломерація
Тернопільська агломерація — агломерація з центром у місті Тернополі.
Головні чинники створення та існування агломерації: культурний та адміністративний центр Тернопільської області, вигідне транспортне розташування, промисловий центр Західного Поділля.
Територія агломерації — 4473 км.кв.
Чисельність населення — 506.1 тис. мешканців. 
До складу агломерації входять:
- Тернопільська міська громада, Теребовлянська міська громада, Зборівська міська громада, Збаразька міська громада, Скалатська міська громада
- Козівська селищна громада,  Козлівська селищна громада, Великоберезовицька селищна громада, Залозецька селищна громада, Микулинецька селищна громада, Великобірківська селищна громада,
- Байковецька сільська громада, Білецька сільська громада, Великогаївська сільська громада, Купчинецька сільська громада Іванівська сільська громада, Озернянська сільська громада, Підгороднянська сільська громада